# Антоний (Рафальский)
Митрополи́т Анто́ний (в миру Григо́рий Анто́нович Рафа́льский; 19 февраля [2 марта] 1789, Нуйно — 16 (28) ноября 1848) — епископ Русской православной церкви; с 17 января 1843 года — митрополит Новгородский, Санкт-Петербургский, Эстляндский и Финляндский, первенствующий член Святейшего Правительствующего Синода. Двоюродный брат святителя Иерофея Острожского.

## Биография
Родился 19 февраля (2 марта) 1789 года в селе Нуйно в семье православного сельского священника; учился в униатском духовном училище Верховского василианского монастыря. В 1800 году, по требованию епархиального начальства, поступил в Волынскую духовную семинарию, которая располагалась тогда в городе Острог. Окончив в 1807 году курс в классе философии, как лучший ученик, он был направлен для получения высшего богословского образования в Киевскую духовную академию, но по болезни в академию не поступил. Продолжил своё обучение в Волынской семинарии и с отличием окончив её в 1809 году, был оставлен в ней учителем поэзии в младших классах.
Женившись сразу же по окончании семинарии на племяннице волынского епископа Даниила, Рафальский 16 июля 1809 года был рукоположён в священника к Преображенскому собору Острога и, одновременно, с 6 сентября 1809 года служил экономом и учителем Волынской духовной семинарии; а 2 августа был назначен благочинным и «надсматривающим Николаевскую и Успенскую церкви» в местечке Бердичев Волынской губернии. В тексте о назначении было указано: «как в Бердичеве всегда бывает великое и в знаменитости отличное по коммерции знатных разного звания людей собрание, по торговли собранных, а многия из таковых имеют и всегдашнее в нём жительство. Каковое обстоятельство, а равно и постановление по производящемуся делу от князя Радзивила отобранных им от Бердичевских церквей вышеписанных церковных фундушовых земель и других угодий требует необходимаго оных церквей наблюдателя всегдашняго личнаго тамо его пребывания…».
Вскоре после начала Отечественной войны, 20 августа 1812 года, священник Рафальский, по Высочайшему повелению, с архиерейской ризницей, церковной утварью, консисторским архивом и семинарской библиотекой был отправлен в глубь России. Это поручение он выполнил весьма удачно и всё, вверенное ему, в целости и сохранности в июне 1813 года доставил обратно в Острог. В результате, 15 июня 1813 года был возведён в сан протоиерея, а 2 июля того же года назначен настоятелем соборной Острожской церкви.
В 1815 году, при реорганизации семинарии согласно новому уставу, Рафальский уволился от преподавательской должности в семинарии, оставив за собой должность эконома семинарии. В ноябре 1818 года он был назначен кафедральным протоиереем и благочинным острожских церквей; с 8 декабря 1818 года — экономом Волынского архиерейского дома и со 2 января 1819 года — присутствующим в духовной консистории. В 1821 году овдовел.
Его недоброжелатели так чернили его перед начальством, что за 24 года службы он был награждён только скуфьёй, а потом добились того, что 25 февраля 1830 года Григорий Рафальский был переведён на служение в уездный город Кременец Волынской губернии, где был протоиереем собора, первоприсутствующим духовного правления и благочинным. Непродолжительное время был законоучителем Кременецкого лицея.
В 1831 году был в числе членов следственной комиссии по разбору дел о мятежниках и в числе лиц, принимавших имущество Почаевского униатского монастыря православному духовенству. Переведённому из униатства в православие монастырю, ставшего Почаевской лаврой требовался наместник и архиепископ Волынский и Житомирский Иннокентий (Сельнокринов) убедил Григория Рафальского как к поступлению в монашество, так и к занятию должности наместника; 20 ноября 1832 года Рафальский принял монашеский постриг и был возведён в сан архимандрита и в 1833 году был утверждён наместником Почаевской лавры. Его активная деятельность по присоединению к православию униатов привлекла благосклонное внимание военного губернатора Подольской и Волынской губерний Я. А. Потёмкина и генерал-губернатора В. В. Левашова, а чрез них и самого императора Николая I. 8 июля 1834 года он был хиротонисан во епископа Варшавского, викария Волынской епархии; 5 октября 1840 года в связи с преобразованием викариатства в самостоятельную епархию возведён в сан архиепископа.
В день своего ангела, 17 января 1843 года, в день смерти митрополита Серафима (Глаголевского), епископ Антоний был назначен митрополитом Новгородским, Санкт-Петербургским, Эстляндским и Финляндским. Прибыл в Санкт-Петербург в день своего рождения, 19 февраля 1843 года. В Петербурге приобрёл репутацию барина и сибарита, ведшего роскошный образ жизни; был в конфликте с властным и влиятельным при дворе обер-прокурором Святейшего Синода Протасовым, вследствие чего не играл роли в церковном управлении. По его ходатайству в Петербурге был возобновлён Воскресенский Новодевичий монастырь.
Был награждён 17 марта 1845 года орденом Св. Андрея Первозванного.

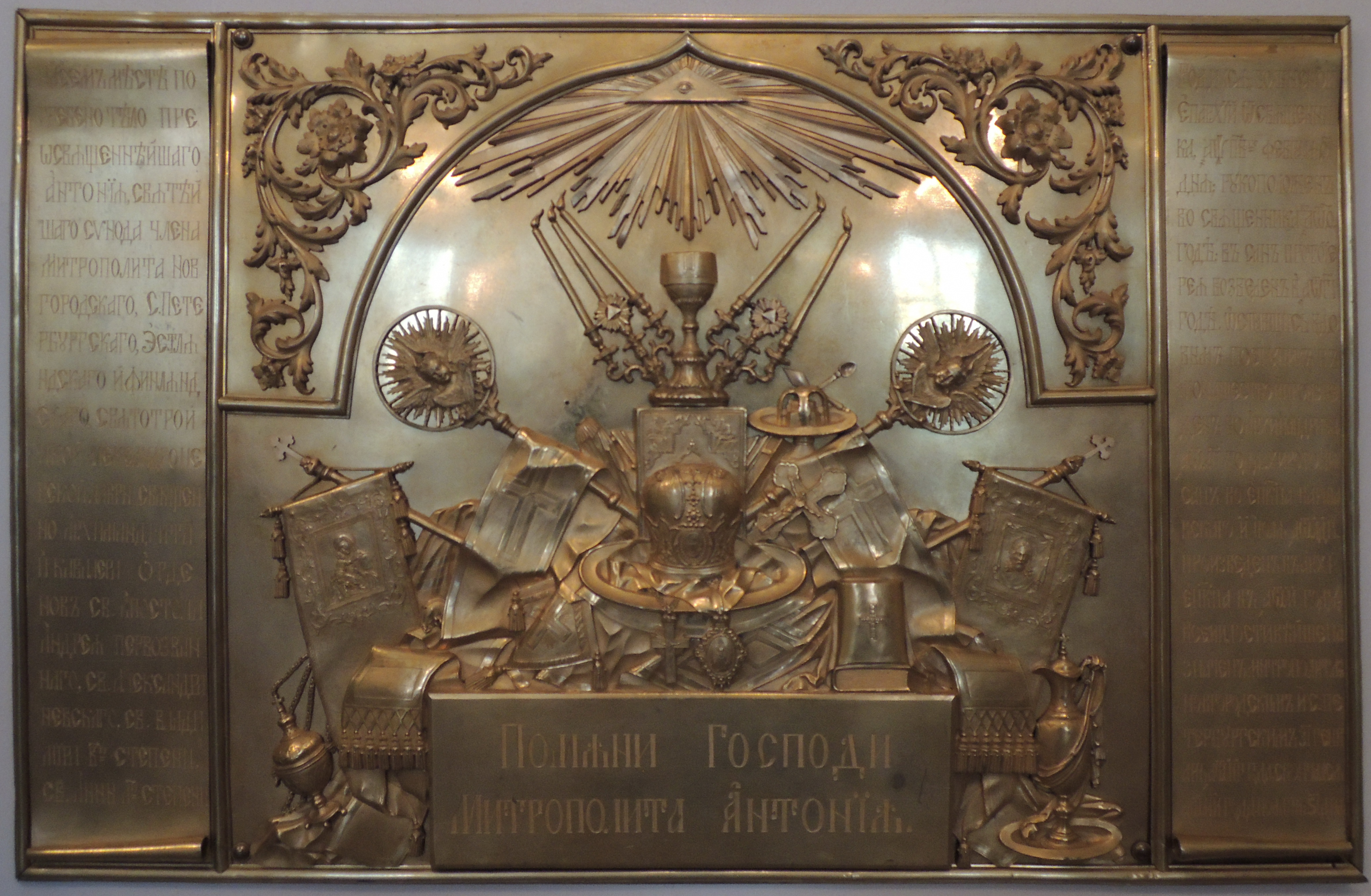
Благовещенская усыпальница. Место погребения митрополита Антония (Рафальского).
Доска с эпитафией.

В конце 1845 года был разбит параличом. Высочайшим рескриптом от 4 ноября 1848 года, ввиду «тяжкого и долговременного недуга», был уволен от Новгородской епархии, которая была вверена возводившемуся в сан митрополита Никанору (Клементьевскому), с поручением тому управлять и Санкт-Петербургской епархиею во время болезни Антония.
Скончался 16 (28) ноября 1848 года; отпевание 19 ноября в Свято-Духовской церкви Александро-Невской Лавры возглавил митрополит Иона (Васильевский) в сослужении архиепископа Херсонского Иннокентия (Борисова) и иных, в присутствии императора Николая I и других членов императорской семьи. Надгробие — Благовещенская церковь Александро-Невской лавры.